# Bourian
Le Bourian est une fête folklorique, un type de carnaval, une célébration rituelle largement répandue chez les Agoudas du golfe de Guinée.  Les Agoudas sont des descendants d'esclaves afro-brésiliens revenus sur leur terre ancestrale (Bénin, Togo, Nigeria...) après l'abolition de l'esclavage. Pendant le Bourian, défilent et dansent des personnages déguisés avec des masques représentant des animaux ou des célébrités,,.

## Galerie

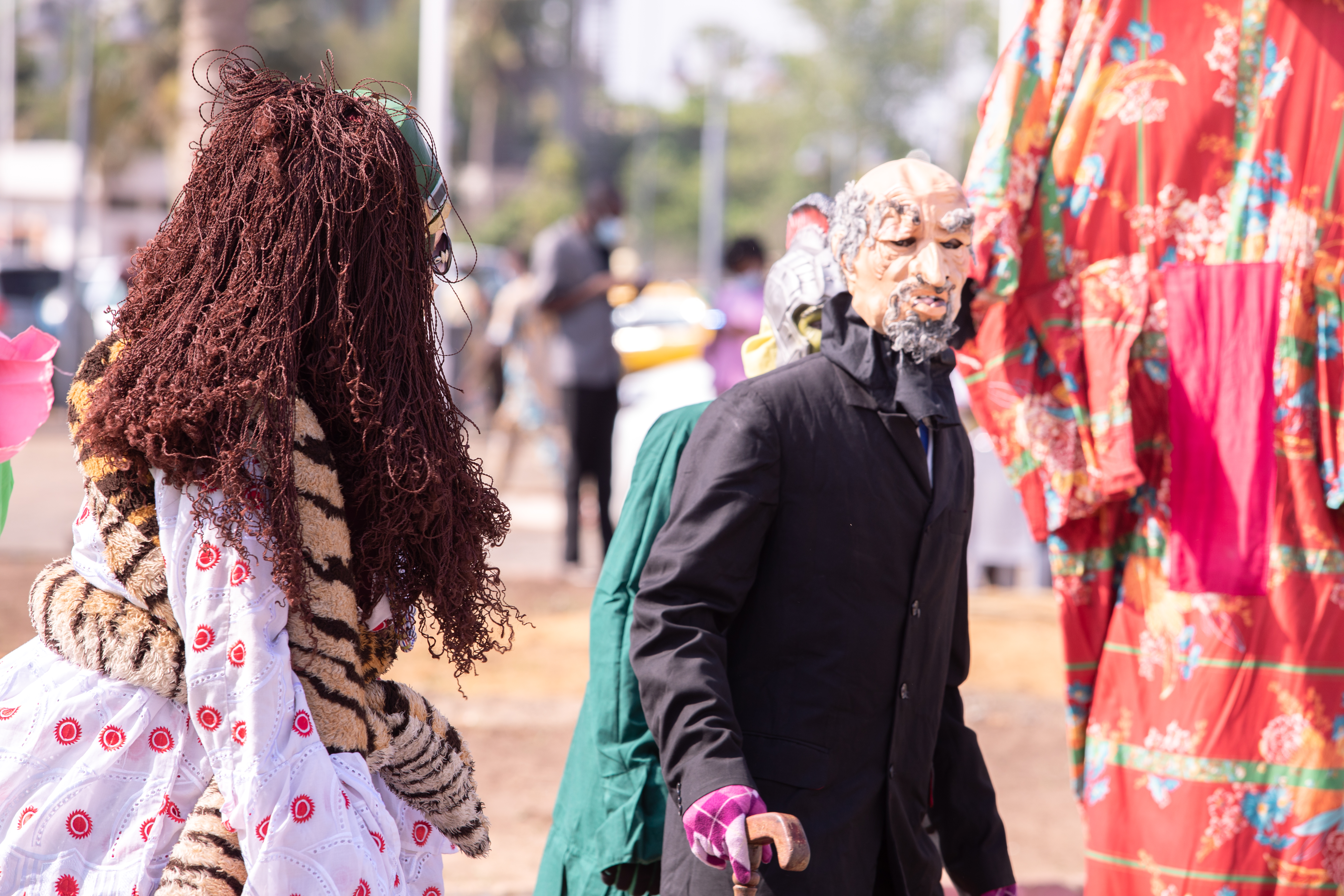
Bourians homme et femme
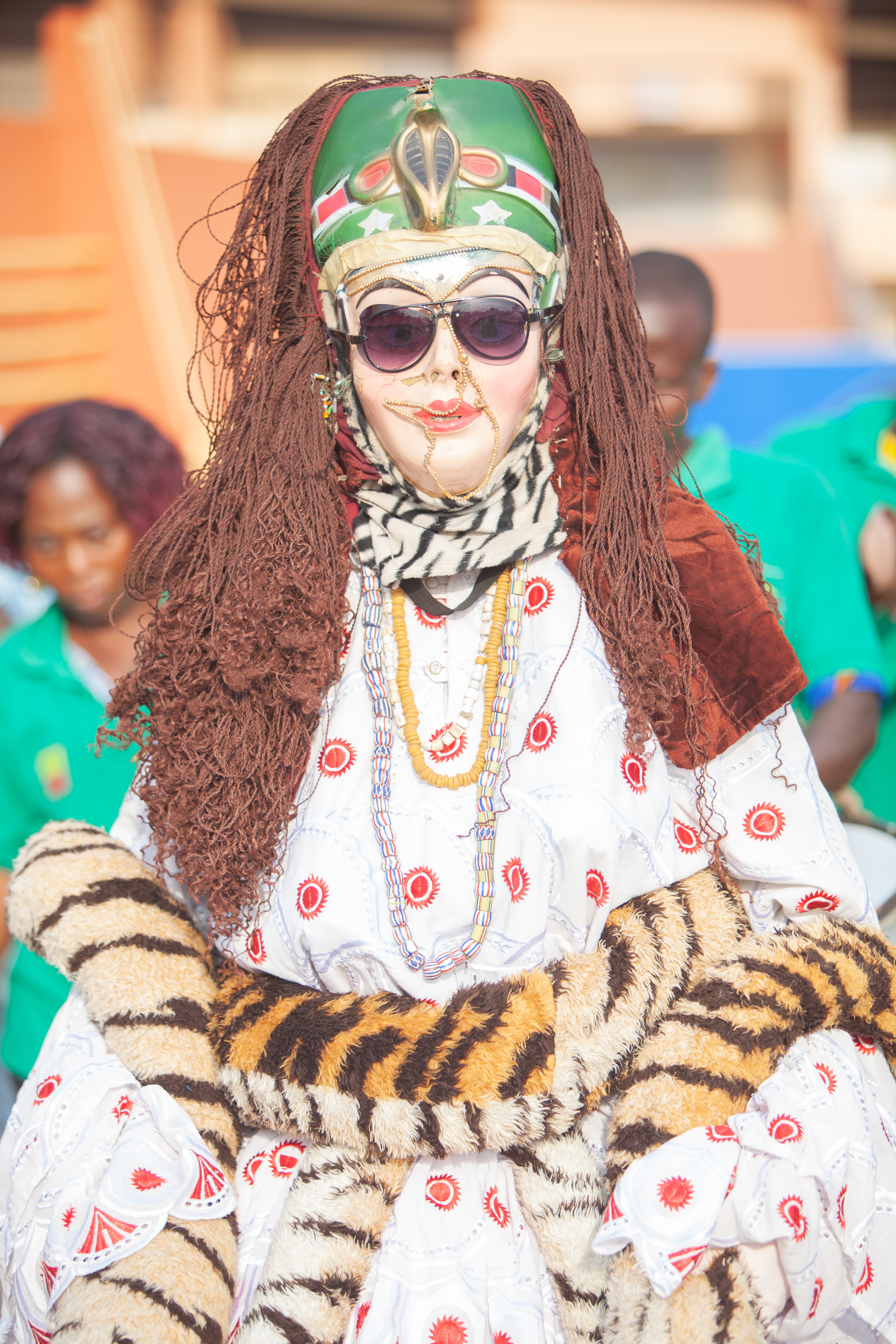
Bourian femme